# Phyllophaga cometes
Phyllophaga cometes är en skalbaggsart som beskrevs av Bates 1888. Phyllophaga cometes ingår i släktet Phyllophaga och familjen Melolonthidae. Inga underarter finns listade i Catalogue of Life.